# Christoph Klarer
Christoph Klarer, né le 14 juin 2000 à Böheimkirchen en Autriche, est un footballeur autrichien qui évolue au poste de défenseur central à Birmingham City.

## Biographie

### En club
Né à Böheimkirchen en Autriche, Christoph Klarer passe par le centre de formation du Rapid Vienne avant de rejoindre en 2016 l'académie du Southampton FC. C'est avec ce club qu'il signe son premier contrat professionnel, le 5 juillet 2017. Le 9 avril 2019, alors qu'il est devenu un membre important de l'équipe réserve des Saints, il prolonge son contrat jusqu'en 2021 avec le club,.
Le 7 janvier 2020, Christoph Klarer est prêté jusqu'à la fin de saison au club autrichien du SKN Sankt Pölten,.
Le 5 octobre 2020 il s'engage au Fortuna Düsseldorf, signant un contrat courant jusqu'en juin 2024,. Il fait sa première apparition sous ses nouvelles couleurs le 18 octobre suivant face au SSV Jahn Ratisbonne, en championnat. Il entre en jeu à la place de Jean Zimmer et les deux équipes se neutralisent (2-2).
Le 20 juillet 2024, Christoph Klarer fait son retour en Angleterre en s'engageant avec Birmingham City. Il signe un contrat de trois ans, soit jusqu'en juin 2027,.

### En équipe nationale
Il représente l'Autriche en sélection, commençant avec les moins de 15 ans, jouant trois matchs entre 2014 et 2015, dont un en tant que capitaine.
Le 8 septembre 2020, Christoph Klarer joue son premier match avec l'équipe d'Autriche espoirs, face à l'Angleterre. Il est titulaire lors de cette partie, et son équipe s'incline sur le score de deux buts à un.

### En club
Birmingham City
- League One (1) :
  - Champion : 2024-25
- EFL Trophy
  - Finaliste : 2025

### Distinctions individuelles
- Membre de l'équipe-type de D3 anglaise en 2025 (EFL Awards)[13].